# 동두천 광주정씨가소장고문서
동두천 광주정씨가소장고문서(東豆川 光州鄭氏家所藏古文書)는 대한민국 경기도 동두천시에 있는 조선시대의 고문서이다. 2007년 9월 3일 경기도의 유형문화재 제207호로 지정되었다.

## 개요
동두천 광주정씨 성제공파문중은 고려후기에 득관한 이래 조선후기까지 다수의 문신·학자 등을 배출하여 경화사족으로써 가성을 지켜온 전형적인 양반가문이다. 특히 광주정씨의 대표적 인물인 정사호 선생(호는 화곡(禾谷))의 묘지는 동두천시 향토문화재 제6호로 지정되어 관리 운영되고 있다. 동두천 광주정씨가 소장 고문서는 광주정씨 성제공파 정수상계열의 고문서로서 교령류(敎令類), 소차계장류(疏箚啓狀類), 첩관통보류(牒關通報類), 명문문기류(明文文記類) 4종 61점으로 구성되어 있으며 이들 자료 중 소차계장류의 호적자료와 명문문기류에 속하는 분재기자료가 중심을 이루고 있다. 이들 자료는 당대의 경제적 실상을 잘 대변해주고 있으며 역사적 자료가 많이 부족한 동두천시의 과거 경제, 생활상을 알려주는 귀중한 자료로써 사료적 가치가 높다. 또한 이 고문서에 대한 사료적 가치를 높이 평가하여 한국학중앙연구원(舊한국정신문화원)에서는 국학진흥연구사업의 일환으로 2004년 9월 한강이북에서는 드물게 이 고문서를 『고문서집성71』에 소개하여 사료적 가치를 더욱 높여주고 있다.

## 같이 보기
- 정사호 선생 묘역 - 동두천시의 향토문화재 제6호

## 참고 문헌
- 동두천 광주정씨가소장고문서 - 국가유산청 국가유산포털